# Boyeria grafiana
Boyeria grafiana – gatunek ważki z rodziny żagnicowatych (Aeshnidae). Występuje w Ameryce Północnej – na terenie Kanady i USA.